# Iglesia de Nuestra Señora de Belén (Medellín)
La Iglesia de Nuestra Señora de Belén es un templo colombiano de culto católico, está dedicado a la Virgen María bajo la advocación de Nuestra Señora de Belén, y se localiza en el Barrio Belén, al costado occidental del parque de Belén, al sur-occidente de la ciudad de Medellín.
El templo es de planta rectangular, su interior está dividido en tres naves longitudinales, la principal o central y dos laterales. La fachada principal está conformada por dos torres rematadas en cúpulas, unidas por un cuerpo que enmarca la nave central.

## Historia

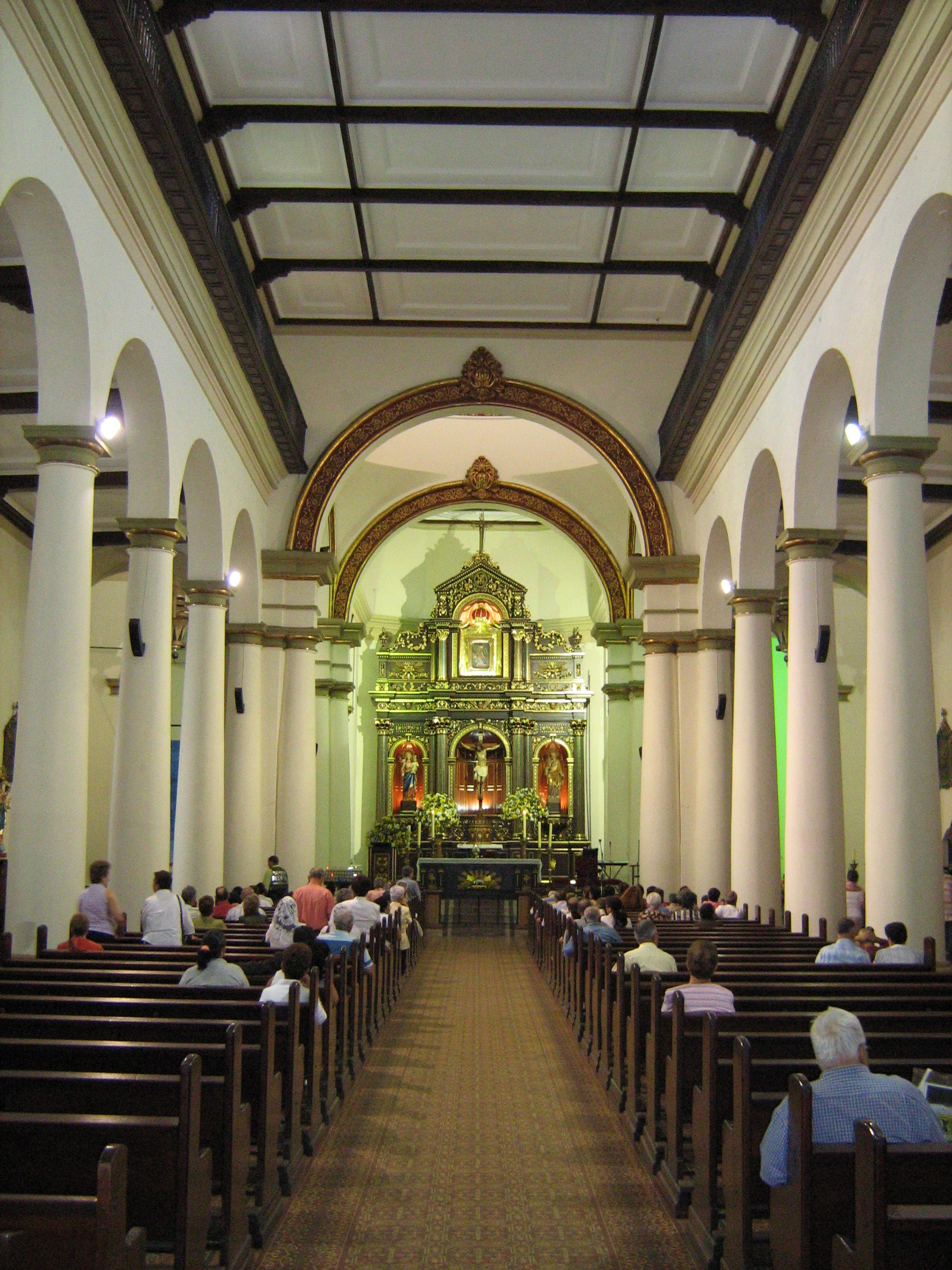
Nave Central.

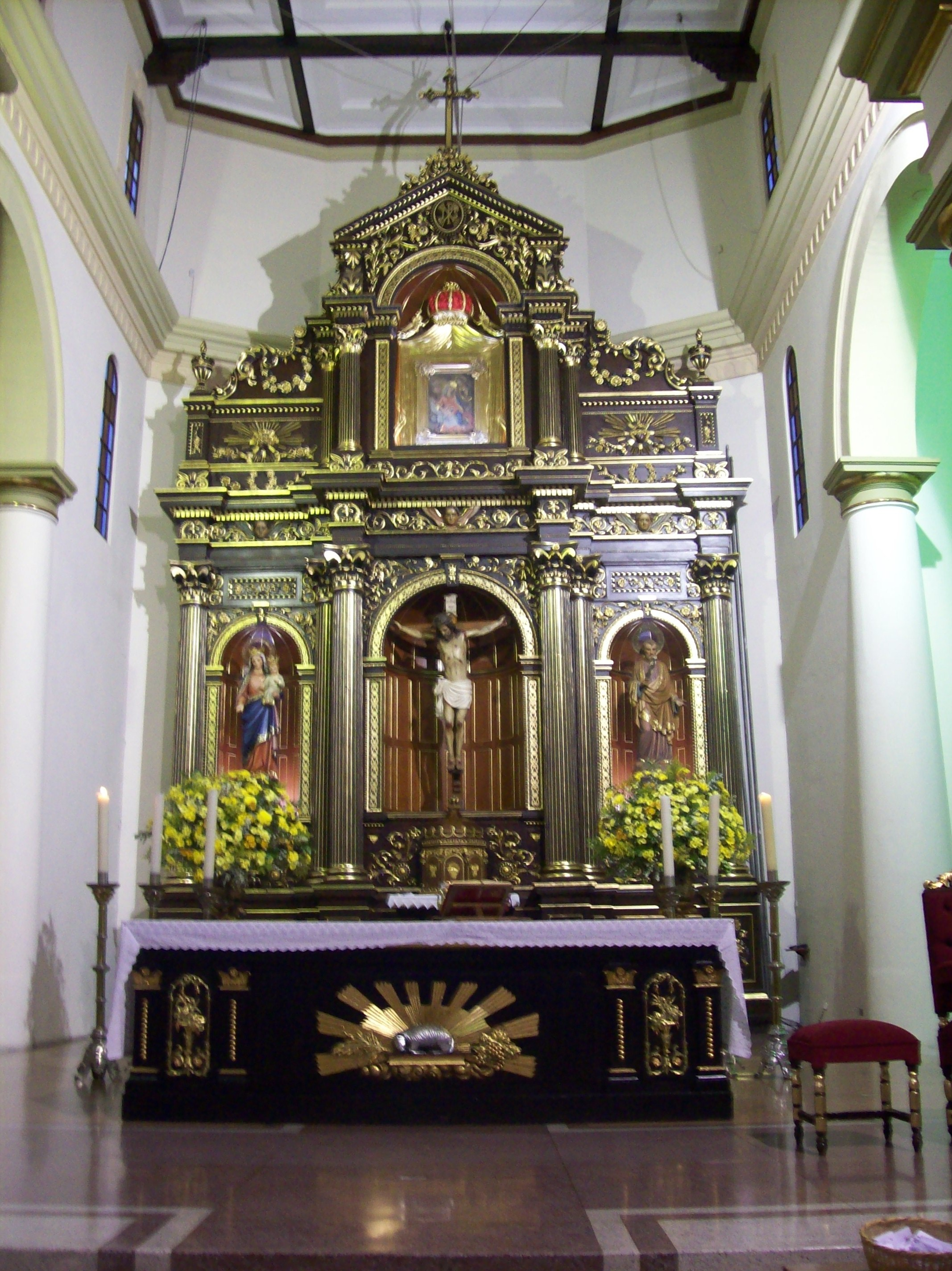
Altar mayor.

Según los historiadores, Jerónimo Luis Téjelo, acompañado de 25 hombres hizo el descubrimiento del Valle de Aburrá el 24 de agosto de 1541 y le dio el nombre de San Bartolomé de los Alcázares. Entró por los Altos de los Cruces, Quebrada Larga, El Barcino y Altavista y bajó la cordillera por el territorio que hoy pertenece a la fracción de Belén en Medellín.
La parroquia fue erigida el 7 de marzo de 1814, en 1870 estaba de Párroco el Pbro. Lorenzo Escobar y comenzó el ensanche de la capilla que servía de templo Parroquial, Cuando el Pbro. Aparicio Gutiérrez estuvo de Cura por 25 años, le hizo ensanches y reparaciones. Finalmente el Canónigo Ignacio Duque reedificó el templo, con frontis, torres y cúpula. A esa misma época pertenecen Nuestra Señora de la Candelaria de Medellín y Nuestra Señora de Chiquinquirá de la Estrella.

## Historia del Lienzo
Allí se venera un cuadro de Nuestra Señora de Belén, muy antiguo y de gran veneración, que fue traído de España en los principios del siglo XVII. Sobre este cuadro corre una leyenda según la cual en el año de 1757, una creciente de la quebrada La Picacha arrasó la capillita de Belén, ubicada en el sector de Aguasfrias, donde se veneraba el cuadro y lo arrastró en sus corrientes, hasta que una campesina lo rescató de las aguas. Como era costumbre, las gentes de esa época regalaban, como muestra de agradecimiento por beneficios recibidos, joyas para los cuadros. A este retablo de Belén también le regalaron muchas.
En 1792, en la visita del Obispo de Popayán Ángel Velarde dispuso: «Siendo esta capilla de Belén tan reducida que escasamente se acomodarán cuarenta personas y pasando del ciento las que suelen concurrir a ella, mandamos que se le dé extensión necesaria y para este gasto destinamos: El incensario de plata y las alhajas siguientes de Nuestra Señora: un par de zarcillos de oro con esmeraldas; otros dos pares de oro con perlas; otro par de oro con dos piedras, una sortija de esmeraldas, una gargantilla de tres hilos de perlas con ocho cuentas bordadas en oro».
El lienzo fue escondido durante la guerra del año de 1879 con Rengifo, debido a muchas atrocidades que se estaban cometiendo en algunos templos. En 1880 fue rematado en $20,00 por la familia Mesa. Luego, cuando era Párroco de Belén el Pbro. Rogelio Arango, al celebrar una misa en casa particular, esa familia adornó el altar con el retablo o lienzo famoso. El Párroco pidió fuera entregado nuevamente al Templo, para veneración y lo consiguió. En mayo de 1962 fue trasladado de un altar de una de las naves al camarín central. El Papa Pablo VI decretó su coronación canónica en diciembre de 1963 y el 15 de agosto del siguiente año se realizó la ceremonia por el Sr, Arzobispo Tulio Botero Salazar.
Al parecer el 9 de noviembre de 2014 el lienzo de la Virgen María fue robado, los asaltantes entraron en la madrugada al Templo y fueron directamente a llevarse el lienzo avaluado en una gran suma de dinero. El robo podría haber sido preparado y la persona que lo hizo sabía del gran valor del lienzo, los investigadores encontraron que las puertas no fueron forzadas. Días más tarde el lienzo fue devuelto pero sin las joyas. Fue puesto nuevamente en su lugar habitual en una ceremonia solemne el 8 de diciembre de 2014.

## Horarios de Eucaristías
| Horario de misas                                                        |
| Domingos                                                                |
| ----------------------------------------------------------------------- |
| 7 a. m., 8:30 a. m., 10 a.m., 11 a.m., 12 m., 4 p.m., 5:30 p.m., 7 p.m. |
| Lunes, Míércoles y viernes 7 a. m., 10 a. m., 5:30 p. m., 6:30 p. m.    |
| Martes y sábado 7 a. m., 10 a. m., 12 m., 5:30 p. m., 6:30 p. m.        |